# Hartliella
Hartliella, biljni rod iz porodice ljuborovki (Linderniaceae). Pripada mu 5 vrsta u tropskoj Africi (DR Kongo, Mozambik)

## Opis
Hartliella su rod trajnica i polugrmova. Opisan je u Tropische und subtropische Pflanzenwelt 81: 204. 1992. 

## Vrste
1. Hartliella bampsii (Eb.Fisch.) Eb.Fisch.
2. Hartliella capitata (Eb.Fisch.) Eb.Fisch.
3. Hartliella cupricola Eb.Fisch.
4. Hartliella suffruticosa (Lisowski & Mielcarek) Eb.Fisch.
5. Hartliella txitongensis Osborne & Eb.Fisch.; endem iz Mozambika